# Ciénega Grande (Aguascalientes)
Ciénega Grande es un ejido mexicano ubicado en el municipio de Asientos, Aguascalientes, siendo la tercera localidad más poblada de su municipio.

## Demografía
Según el INEGI, el ejido de Ciénega Grande tiene un total de 3384 habitantes.
En la localidad hay 1639 hombres y 1709 mujeres. El ratio mujeres/hombres es de 1.043, y el índice de fecundidad es de 2.84 hijos por mujer. Del total de la población, el 12,43% proviene de fuera del Estado de Aguascalientes. Los ciudadanos se dividen en 1357 menores de edad y 1704 adultos, de cuales 219 tienen más de 60 años.

## Historia
A partir de un presidio del siglo XVI que brindaba protección y descanso a viajeros y comerciantes que recorrían ese camino, la familia Larrañaga formó a principios del siglo XVIII una próspera hacienda, que combinaba tanto actividades agropecuarias como de beneficio de minerales procedentes de la zona minera de Asientos y Tepezalá.
En esas mismas condiciones pasó a formar parte de las propiedades jesuitas en la región, hasta que por la expulsión de la Orden hizo que volviera a tener nuevos dueños, como las familias Rul y Rangel. Cabe recalcar que, además de la hacienda de Ciénega Grande, Don Gil Rangel Esparza fue propietario de una gran extensión de tierras que comprenden actualmente los municipios de Asientos, Tepezalá, El Llano, Rincón de Romos y Pabellón de Arteaga. Ya a finales del siglo XIX, la hacienda cedió una fracción de terreno al Ferrocarril Central Mexicano, para que se levantara una estación de trenes en el ramal que iba desde Aguascalientes hacia San Luis Potosí y Tampico.

## Localización
Ciénega grande está ubicado en la parte noreste del estado se localiza el Municipio de Asientos, aproximadamente a 61 kilómetros de la ciudad de Aguascalientes, en las coordenadas 21º53” de latitud norte y 102º18” de latitud oeste, a una altitud de 2,150 metros sobre el nivel del mar. Limita al sur y suroeste con el municipio de Aguascalientes; al oriente con Pabellón de Arteaga, al noroeste con Tepezalá; al norte y noreste con el estado de Zacatecas y al sureste con el estado de Jalisco.

## Sitios de interés
- Barrio de Guadalupe.
- Barrio de la Estación.
- Barrio de San Marcos.